# アンチコモンズの悲劇
アンチコモンズの悲劇（アンチコモンズのひげき、英語: tragedy of the anticommons）とは、共有されるべき財産が細分化されて私有され、社会にとって有用な資源の活用が妨げられることを指す。コモンズの悲劇から派生した言葉。
コモンズの悲劇では資源の過大利用が問題になるのに対し、アンチコモンズの悲劇では、資源の過少利用が社会に不利益をもたらすということで問題となる。

## 知的財産権
基本的には、研究成果などは国際会議などでの発表、論文誌への投稿などで知識を公共財とし、以って当該研究分野の重複研究の抑止や公共化された研究成果に基づいて、他者の研究の促進となる。一方で、研究成果を知的財産権、典型的には特許によって私有化すると、公共化された研究成果に基づく新たな研究は先の研究成果に紐づく知的財産権の侵害を招く恐れがあり、それによって研究成果や技術の利用が制限される懸念が生じる。ゆえに社会は有用な研究成果とその利用（特に知的財産権の観点で）のバランスを常に考慮する必要がある。たとえば、研究成果を纏めた論文は他者の研究成果などに基づいた新たな知見の公表となるのが通常であり、他人の論文の剽窃などは論外だが、通常の引用の要件に基づく限り問題になることはない。
知的財産権については権利関係が複雑であることが一般で、それを使用するために必要な交渉を行なえば、交渉コストが高くつき、効率性は最悪になる。これを解消する一手法としてパテントプールを設立し、交渉コストの削減・無用な特許侵害訴訟を回避することも考えられる。
事業者は競争相手やパテント・トロールの保有する既存特許への抵触を恐れて、未踏分野における事業開拓を躊躇する。一方で事業者間の知財紛争の際にクロス・ライセンシングの材料とするべく、利用予定のない特許を大量に取得し死蔵し、これらの膨大な特許の存在がまた別の事業者の活動を阻害することになる。
著作物においても、一つの著作物に対し複数の著作者・実演家が関与する場合に権利関係が複雑化することが多く、著作物の利用が困難になるケースがある。それに対し、音楽業界における原盤権のように、著作権とは別の権利を擬制することで権利処理の実務を容易にする例や、日本の著作権法における「映画の著作物」のように、著作権の帰属や著作隣接権の適用などについて立法で権利関係を簡略化する例も見られる。

## 文献
Heller, M.A.,The Tragedy of the Anticommons, Harverd Law Review, 111:621-688